# Antonín Tučapský
Antonín Tučapský (* 27. März 1928 in Opatovice, Tschechoslowakei; † 9. September 2014 in Frimley, Surrey, England) war ein tschechischer Komponist und Dirigent. 
Er studierte an der Masaryk-Universität in Brünn und war von 1964 bis 1972 Dirigent des Mährischen Frauenchores. Nach Auseinandersetzungen mit der Kommunistischen Partei wanderte er 1975 nach Großbritannien aus und nahm eine Stelle als Professor für Komposition am Trinity College of Music in London an.
Das Werk Antonín Tučapskýs lässt sich nur schwer einordnen. Es blieb allerdings immer tonal.